# Paradoxornis
Paradoxornis – rodzaj ptaków z rodziny ogoniatek (Paradoxornithidae).

## Zasięg występowania
Rodzaj obejmuje gatunki występujące w południowej, środkowej, południowo-wschodniej i wschodniej Azji.

## Morfologia
Długość ciała 15,5–28,5 cm; masa ciała 15,9–110 g.

## Systematyka
Rodzaj zdefiniował w 1836 roku angielski zoolog John Gould w artykule poświęconym opisom nowych ptaków znajdujących się w Ogrodach Towarzystwa Zoologicznego, opublikowanym w czasopiśmie „Proceedings of the Zoological Society of London”. Gatunkiem typowym jest (oryginalne oznaczenie) ogoniatka czarnowstęga (P. flavirostris).

### Etymologia
- Paradoxornis: gr. παραδοξος paradoxos ‘niezwykły’; ορνις ornis, ορνιθος ornithos ‘ptak’[9].
- Conostoma: gr. κωνος kōnos ‘stożek’; στομα stoma, στοματος stomatos ‘usta’[10]. Gatunek typowy (oryginalne oznaczenie): Conostoma aemodium Hodgson, 1841.
- Anacrites: gr. ανακριτηρ anakritēr ‘egzaminator’, od ανακρινω anakrinō ‘badać’[11].
- Cholornis: gr. χωλος khōlos ‘wadliwy’; ορνις ornis, ορνιθος ornithos ‘ptak’[12]. Gatunek typowy (oznaczenie monotypowe): Cholornis paradoxus J. Verreaux, 1871.
- Scaeorhynchus: gr. σκαιος skaios ‘krzywy, ukośny’; ῥυγχος rhunkhos ‘dziób’[13]. Gatunek typowy (oryginalne oznaczenie): Paradoxornis ruficeps Blyth, 1842.
- Psittiparus: łac. psittacus ‘papuga’, od gr. ψιττακος psittakos ‘papuga’; parus ‘sikora’[14].

### Podział systematyczny
Do rodzaju należą następujące gatunki:
- Paradoxornis flavirostris Gould, 1836 – ogoniatka czarnowstęga
- Paradoxornis guttaticollis David, 1871 – ogoniatka czarnoucha
- Paradoxornis aemodius (Hodgson, 1841) – ogoniatka wielka
- Paradoxornis paradoxus (J. Verreaux, 1871) – ogoniatka trójpalczasta
- Paradoxornis unicolor (Hodgson, 1843) – ogoniatka brązowa
- Paradoxornis ruficeps Blyth, 1842 – ogoniatka rdzawa
- Paradoxornis gularis G.R. Gray, 1845 – ogoniatka czarnobroda